# Pierre de Saint-Leu

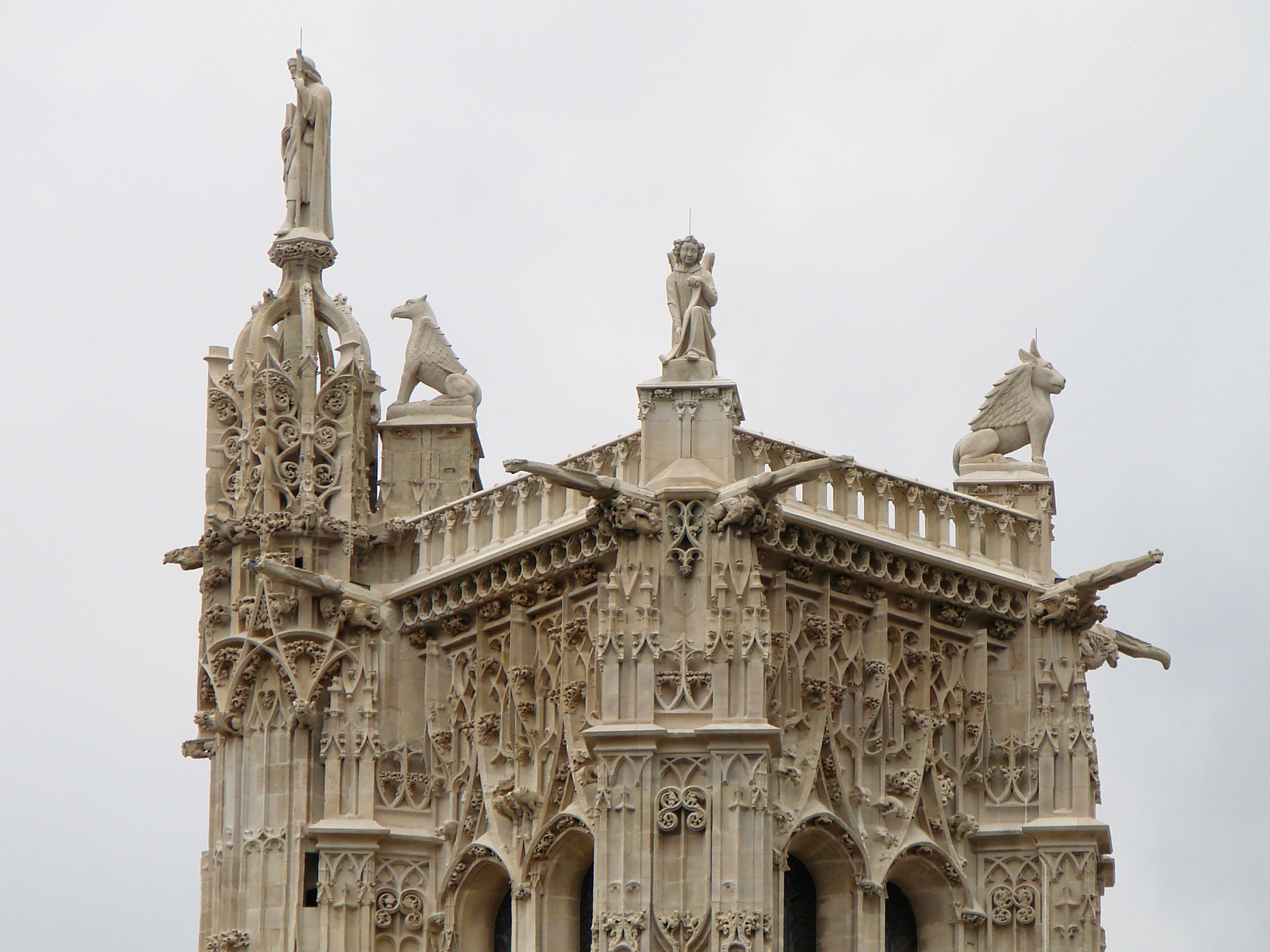
La tour Saint-Jacques à Paris - 1509 – 1523- en pierre de Saint-Leu

Pierre de Saint-Leu ou pierre grasse, du nom de son principal lieu d'exploitation, Saint-Leu-d'Esserent, est l'appellation traditionnelle d'un calcaire du Lutétien exploité dans plusieurs localités du bassin carrier de la vallée de l'Oise, dans le département de l'Oise en région Hauts-de-France. Ces carrières produisent essentiellement de la pierre de taille qui fut utilisée abondamment pour construire Paris, depuis la fin du Moyen Âge. Les carrières sont exploitées dès l'Antiquité gallo-romaine et demeurent ouvertes de nos jours pour les besoins de la restauration des monuments historiques. Elles fournissent diverses pierres, dont les « vergelets » du « banc royal » et la « pierre grasse » du « banc de Saint-Leu ».

## Histoire
L'occupation romaine (49 av. J.-C. - 275 apr. J.-C.) voit un premier essor important des constructions en pierres massives. Vestiges en pierre, quai d'un port face à la commune de Saint-Leu, chantier de taille de pierre, nombreuses villas. La pierre est extraite à Saint-Leu (rive droite) et Trossy (rive gauche). Un hameau de tailleurs de pierre existe à Saint-Leu-d'Esserent entre le Ier et le IVe siècle apr. J.-C. L'exploitation est anecdotique du IVe au IXe siècle.

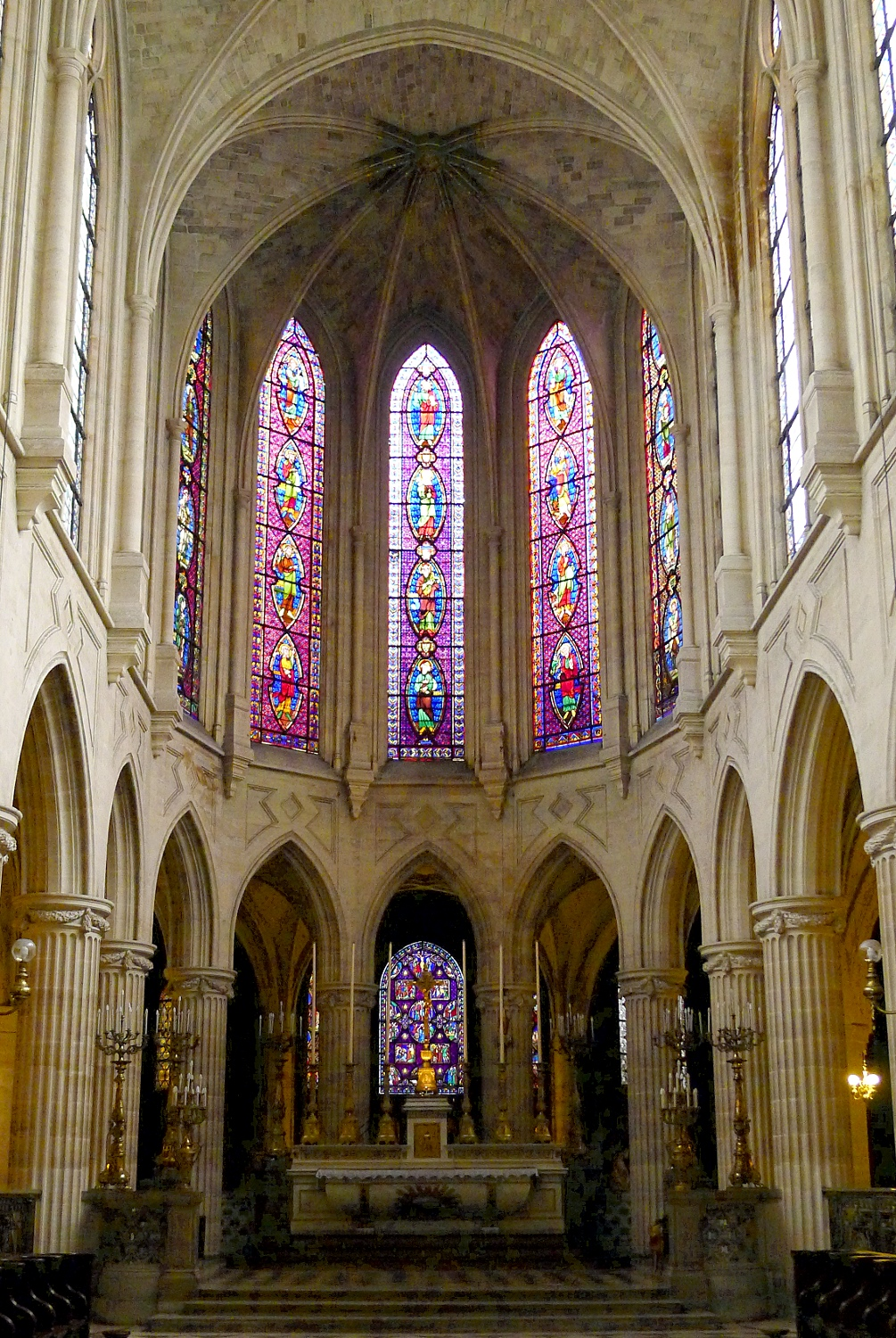
Chœur de l'église Saint-Germain-l'Auxerrois (Paris) (1340), en pierre de Saint-Leu

La pierre de Saint-Leu est d'abord exploitée pour les besoins de l'architecture religieuse dès le XIVe siècle où elle fait ses preuves. Elle est ensuite abondamment utilisée à partir de la fin XVe siècle, notamment à Paris car les carrières de Paris ne suffisaient plus à la demande. Son utilisation est attestée vers 1460 à l'Église Saint-Eustache et à l'Hôpital des Quinze-Vingts. Cette pierre apparait à Paris surtout avec le gothique flamboyant pour lequel elle est très adaptée (assez fine et tendre, elle se sculpte très facilement tout en étant assez résistante aux intempéries). Elle est utilisée dans toutes les villes desservies par les voies navigables du bassin de la Seine, pour la construction d'édifices civils, religieux, et pour la sculpture ; cette proximité des carrières donna leur spécificité aux églises du Vexin. On la retrouve aussi loin que pour la tour de Beurre de la cathédrale de Rouen ou le transept flamboyant de la cathédrale de Sens.
En 1607, s'ouvrent de nouvelles grandes carrières à Saint-Maximin. Il faut toutefois attendre la fin de la Guerre de Trente Ans (1606-1636) et l'arrivée de Louis XIV et l'architecture classique (1650-1750), pour voir la quatrième vague d'utilisation de la pierre de Saint-Maximin et de Saint-Leu dans la construction des monuments de Paris : le Louvre, les Invalides, le palais-Bourbon, l'hôtel de Lassais, l'hôtel d'Évreux, l'école militaire, la place de la Concorde, etc. Le calcaire lutétien dur à cérites (calcaire coquiller) des carrières de Paris est toujours utilisé pour les fondations et les soubassements des monuments, tandis que la Saint-Leu et la Saint-Maximin sont utilisées pour l'élévation (murs et parties sculptées).
Le château de Versailles est également construit essentiellement avec cette pierre. Les soubassements sont cependant en calcaire lutétien coquiller plus dur des carrières de Meudon, Sèvres et Saint-Cloud.
En 1678, l'Inventaire-des-Carrières commandé par Colbert, constate que toutes les carrières de Trossy, Saint-Maximin et Saint-Leu sont souterraines. En 1744, réapparaissent les premières extractions à ciel ouvert sur les coteaux.
La pierre de Saint-Leu et de Saint-Maximin reste la pierre de taille la plus abondamment utilisée à Paris pour les aménagements de Haussman (immeubles haussmanniens et de nombreux monuments), avec une continuation sous la Troisième République, bien que des calcaires lutétiens semblables d'autres provenances du Bassin parisien sont aussi beaucoup exploités pour répondre à la demande très élevée (bassins carriers des plateaux de l'Aisne par exemple), et que les importations de pierre se diversifient à Paris à cette époque pour construire les grands monuments, venant d'autres régions de France (comme les calcaires jurassiques de Lorraine et de Bourgogne, qui apparaissent à cette époque). L'extraction de la pierre connait alors une forte industrialisation, avec l'apparition des haveuses et des rails dans les carrières, la construction de chemins de fer pour le transport jusqu'à Paris, et la canalisation de l'Oise pour exporter la pierre sur des péniches. C'est seulement la généralisation de la construction en béton au XXe siècle qui va provoquer le déclin irrémédiable du bassin carrier de l'Oise.

## Pétrographie
Le Lutétien (de Lutetia, nom latin de Paris) est un étage de l'Éocène (Tertiaire) qui s'étend de 48,6 à 40,4 Ma, période riche en invertébrés marins: mollusques, coraux, oursins, foraminifères, benthiques dans un climat chaud et humide. Une mer peu profonde recouvre le bassin parisien qui y dépose ses sédiments durant cinq millions d'années. Ces dépôts forment le calcaire lutétien (l'époque est le lutétien moyen), dont celui de Saint-Leu, de Saint-Maximin, on en trouve aussi à Paris Rive-Gauche.
Au Lutétien moyen, les dépôts sont essentiellement carbonatés, la part siliceuse ne représentant que 4 à 5 %. Plusieurs bancs sont reconnaissables par leur texture et leur contenu faunique. De bas en haut on peut trouver:
De bas en haut dans les carrières:
- Le banc à Mollusques, peu épais.
- Le banc à Ditrupa strangulata, ou banc de Saint-Leu, de grande épaisseur (plusieurs mètres), contenant des ditrupas, petits tubes d’un ver annélide, et Nummulites variolarius. C'est la « pierre grasse » de Saint-Leu, assez fine et tendre, à la texture pleine, qui a fait la réputation des carrières de l'Oise à partir de la fin du Moyen Âge.
- Le banc à Vérins, peu épais, intercalé entre le banc de Saint-Leu et le suivant. Il contient des fossiles du plus grand gastéropode connu de tous les temps, le moulage intérieur des coquilles, en forme de grandes vis pouvant atteindre 70 cm de long, que les carriers comparaient à des vérins.
- Le banc Royal, banc épais (plusieurs mètres) de calcaire tendre, au grain assez fin, riche en Milioles et Orbitolites avec quelques Mollusques. Ce niveau peut présenter une alternance de bancs plus durs et de bancs plus tendres. Le banc Royal a été massivement exploité depuis très longtemps comme pierre de construction (carrières de Saint-Leu, Saint-Vaast-les-Mellos, Saint-Maximin, dans l’Oise, Vassens dans l’Aisne…). Il produit surtout des « vergelés » et des « lambourdes », selon la qualité des pierres qu'on en sort.

Au XIXe siècle, la pierre de Saint-Leu s'exploite dans les carrières de Trossy et de Saint-Leu-d'Esserent d'où elle a pris son nom. La pierre de Saint-Leu, d'une teinte jaunâtre est très tendre lors de l'extraction. On doit lui laisser jeter son eau de carrière après l'avoir travaillée ou sculptée, ce qui la fait durcir en surface, elle se conserve ainsi parfaitement en élévation. Mais si elle est exposée à l'humidité, elle gèle et se détruit rapidement, là où le vergelé (issu des mêmes carrières) aurait bien résisté.
Les pierres du banc de Saint-Leu se distinguent des vergelés et lambourdes en ce que le sable calcaire qui en est l'élément principal est formé de débris de coquilles ou de moules brisés, pilés et tellement fondus dans la masse, qu'ils ne se distinguent pas du ciment également calcaire qui les agrège; de là cette facilité de s'écraser sous le marteau et de s'attacher aux outils que les carriers expriment par le mot de pierre grasse.

## Pathologie ancienne du bâtiment
Viollet-le-Duc, dans son ouvrage "Dictionnaire raisonné de l'architecture française du XI au XVIe siècle, décrit les pathologies observées au XIXe siècle sur les anciens bâtiments: V« La pierre de Saint-Leu, le banc royal de Saint-Maximin, qui se conservent pendant des siècles à l'air libre ou en parements parfaitement préservés de toute humidité intérieure, tombent en poussière, posés sous des chéneaux ou des tablettes de corniche de pierre dure qui reçoivent l'eau de pluie et en absorbent une partie. Bien que dans ce cas la pierre dure reste intacte, la pierre au-dessous est rapidement décomposée par les sels qui la traversent et viennent se cristalliser à sa surface; souvent même la croûte de ces pierres est restée ferme, que la décomposition est fort avancée à un millimètre au-dessous. »

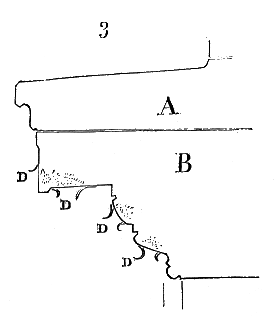
Pierre sur corniche

Soit, par exemple, « une tablette de pierre dure A posée sur une corniche B de pierre de Saint-Leu, on verra bientôt la croûte de cette pierre se lever comme des copeaux D, en démasquant l'altération profonde de la sous-surface. Cette croûte même dont se revêtent certaines pierres contribue à hâter le travail de décomposition produit par les sels, en protégeant la sous-surface contre le contact de l'air. Les pores n'étant plus aussi ouverts sur la pellicule externe de la pierre qu'à 1 ou 2 millimètres de profondeur, les sels se cristallisent sous cette pellicule qu'ils ne peuvent traverser, et produisent des ravages dont on ne s'aperçoit que quand la croûte tombe.
Les profils employés pendant la période du Moyen Âge pour les corniches et bandeaux avaient l'avantage de ne point conserver l'humidité et de la renvoyer au contraire rapidement. Aussi les pierres qui recouvrent ces saillies sont-elles réellement protégées, et ne présentent pas les altérations que l'on observe sous les tablettes des corniches de la Renaissance ou de l'Époque moderne. »
« Les constructeurs du moyen âge avaient si bien observé ces phénomènes de décomposition des pierres, qu'ils ont souvent isolé les chéneaux, soit en les portant sur des corbeaux ou sur des arcs, soit en laissant sous leur lit un espace vide ou bien rempli d'une matière imperméable, telle qu'un mastic à l'huile ou à la résine. Ils n'avaient pas moins observé les effets que certaines pierres juxtaposées produisent les unes sur les autres. Ainsi les grès, ayant la propriété de contenir une grande quantité d'eau, absorbent rapidement celle du sol et de l'atmosphère. Lorsqu'au-dessus de ces assises de grès on pose des pierres qui se salpêtrent assez facilement, on voit bientôt la décomposition se produire près de leur lit touchant au grès, et cette décomposition ne s'arrête plus, elle monte chaque année. Ces mêmes pierres, posées sur des assises d'une roche calcaire n'absorbant pas une aussi grande quantité d'eau que le grès, ne se seraient peut-être jamais décomposées. Aussi, quand les constructeurs du Moyen Âge ont posé des assises de grès en soubassement surmontées d'assises calcaires, ils ont eu le soin de choisir celles-ci parmi les qualités compactes n'étant pas sensibles à l'action du salpêtre, ou bien ils ont interposé entre le grès et le calcaire un lit d'ardoises (schiste). Cette méthode a été très-fréquemment employée pendant les XIVe  et  XVe siècles. »

## Extraction
Au XIXe siècle, la Saint-Leu comme le vergelé s'équarrissent à la laye et se scient à la scie à dents avec tant de facilité qu'on ne les taille pas autrement, en se bornant à ragréer les parements en place. Au XIXe siècle on utilise une longue tronçonneuse appelée haveuse.

## La pierre de Saint-Maximin

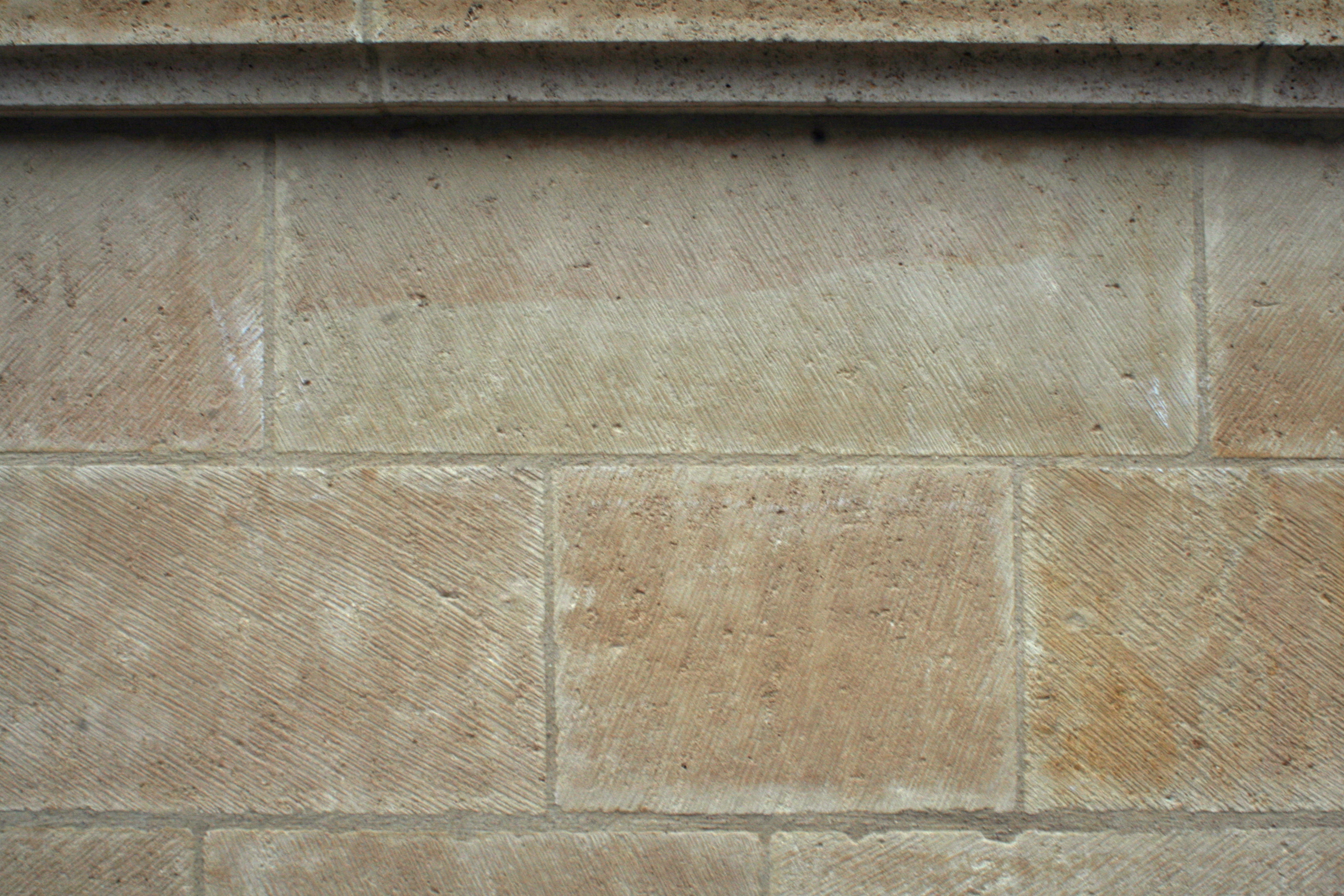
Pierre de Saint-Maximin.

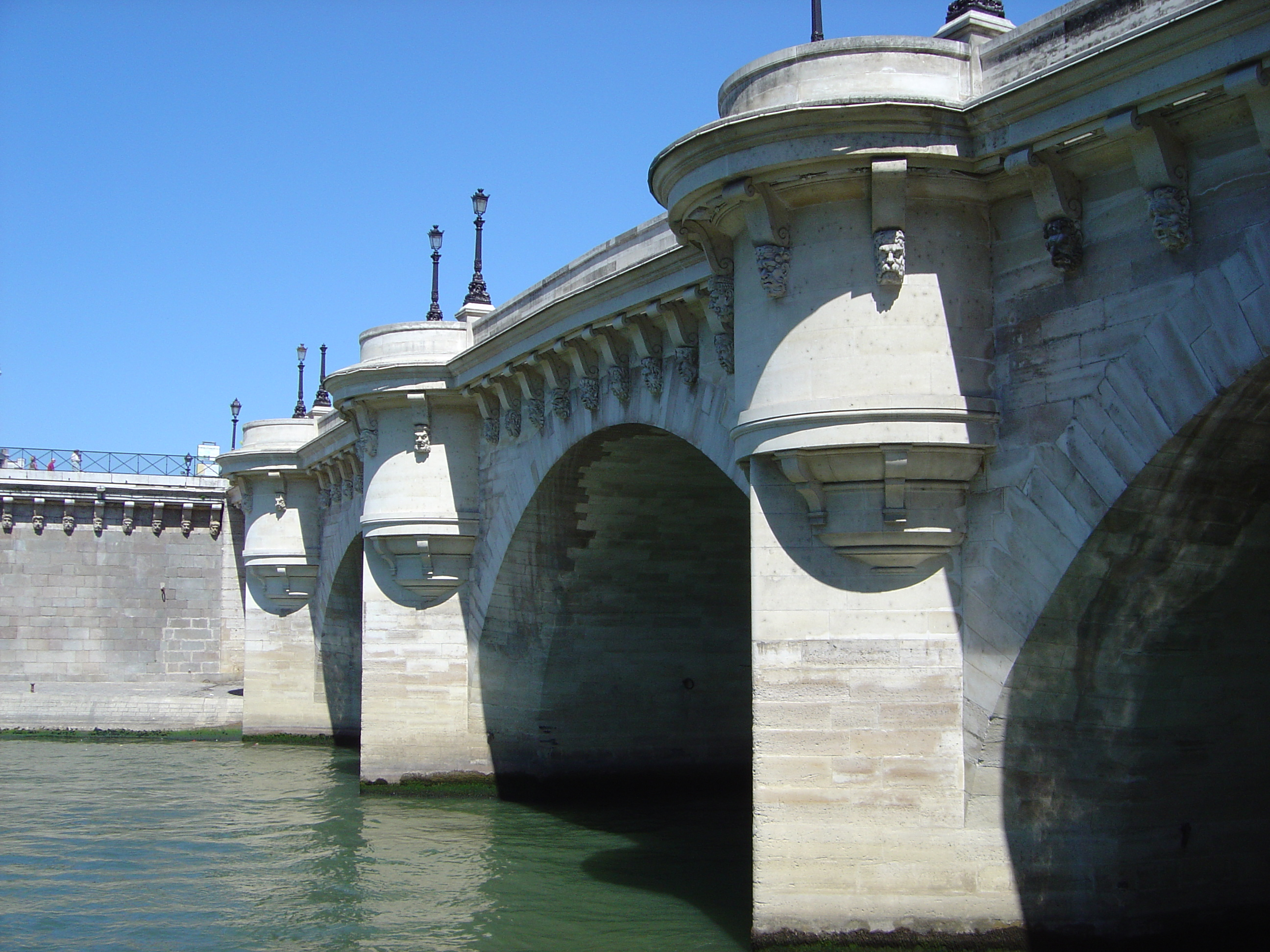
Pont Neuf - 1578 - 1607- Pierre de Saint-Leu

La pierre de Saint-Leu est toujours exploitée dans les Carrières de Saint-Maximin, Ouachée et Corpechot, près de Creil (Oise) pour les besoins de la restauration des vieux édifices mais aussi pour l'exportation. La société Rocamat exploite aussi cette pierre sur la même commune sous diverses appellations et la Saint-Leu, à Saint-Vaast-les-Mello.

## Quelques exemples de monuments en pierre de Saint-Leu et assimilées
À Paris :
- l'église Saint-Eustache
- l'église Saint-Germain-l'Auxerrois
- l'église Saint-Étienne-du-Mont
- le palais du Louvre
- l'hôtel des Invalides
- la place des Vosges et la place Vendôme
- le palais Bourbon
- le palais de l’Élysée
- de nombreux hôtels particuliers
- l'École militaire
- la place de la Concorde
- Le château de Versailles et le Grand Trianon
- les grandes gares de Paris, les hôpitaux, le siège du Crédit lyonnais, les grands magasins, etc.

Ailleurs :
- la tour de Beurre de la cathédrale Notre-Dame de Rouen
- le transept flamboyant de la cathédrale Saint-Étienne de Sens

## Galerie

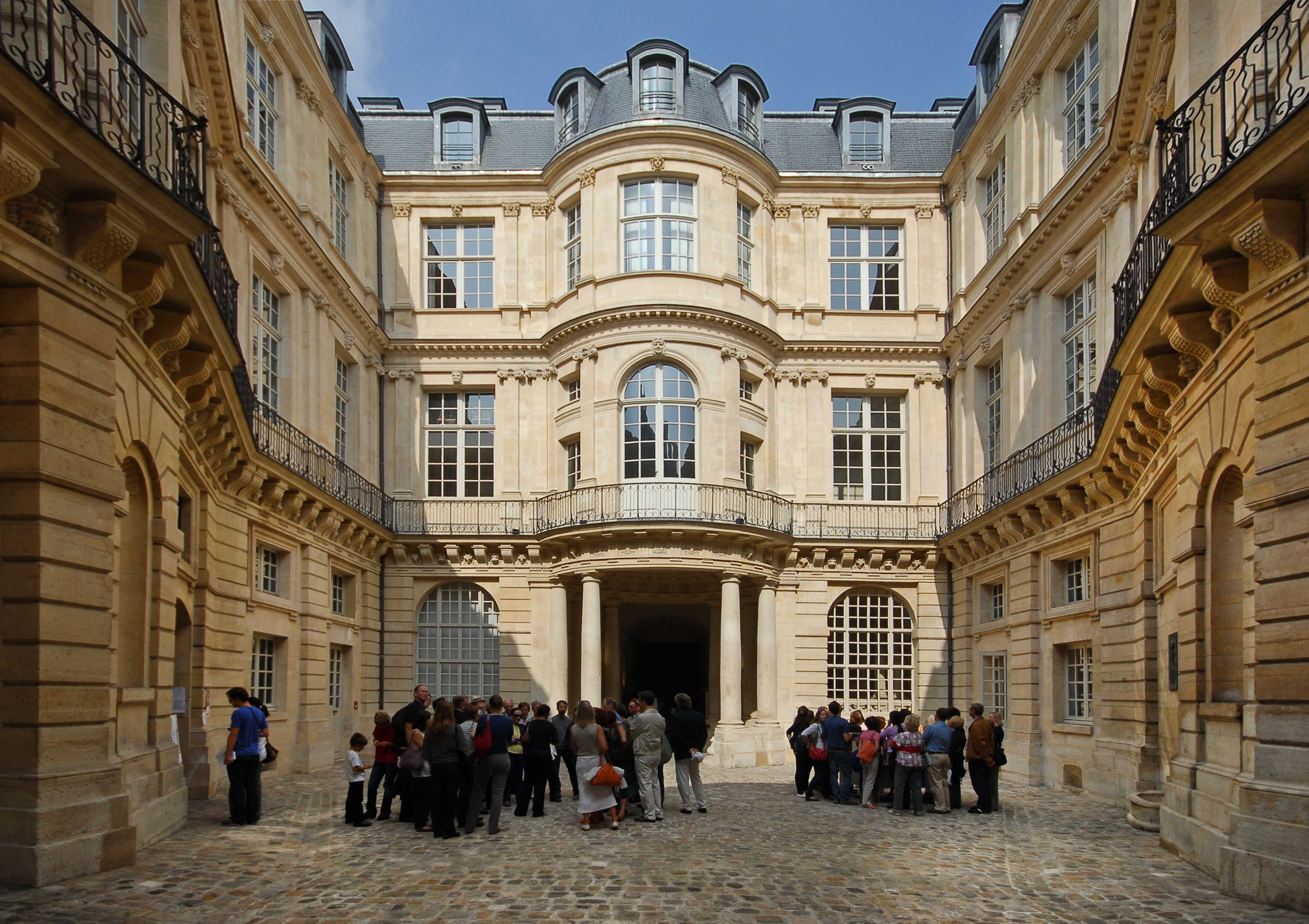
Antoine Le Pautre, Hôtel de Beauvais - 1654 - Pierre de Saint-Leu
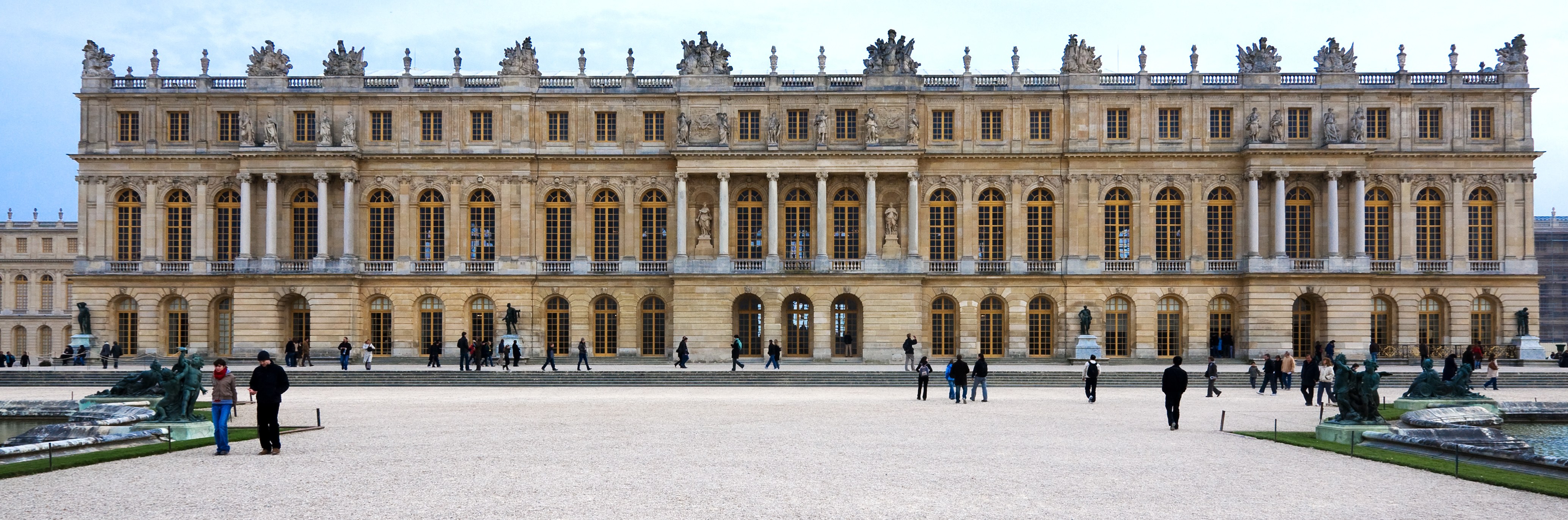
Château de Versailles - Pierre de Saint-Leu
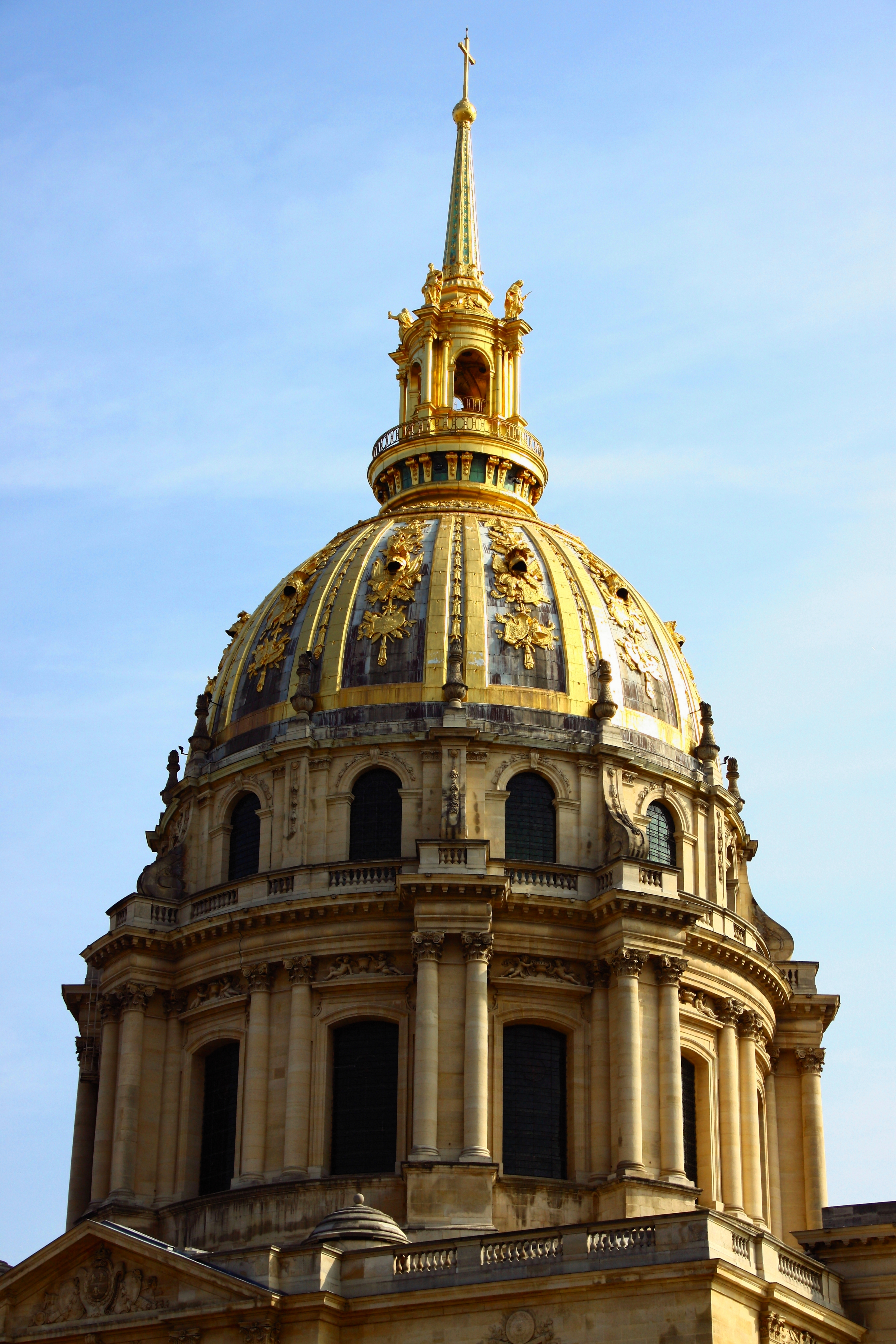
Hôtel des Invalides - Pierre de Saint-Leu
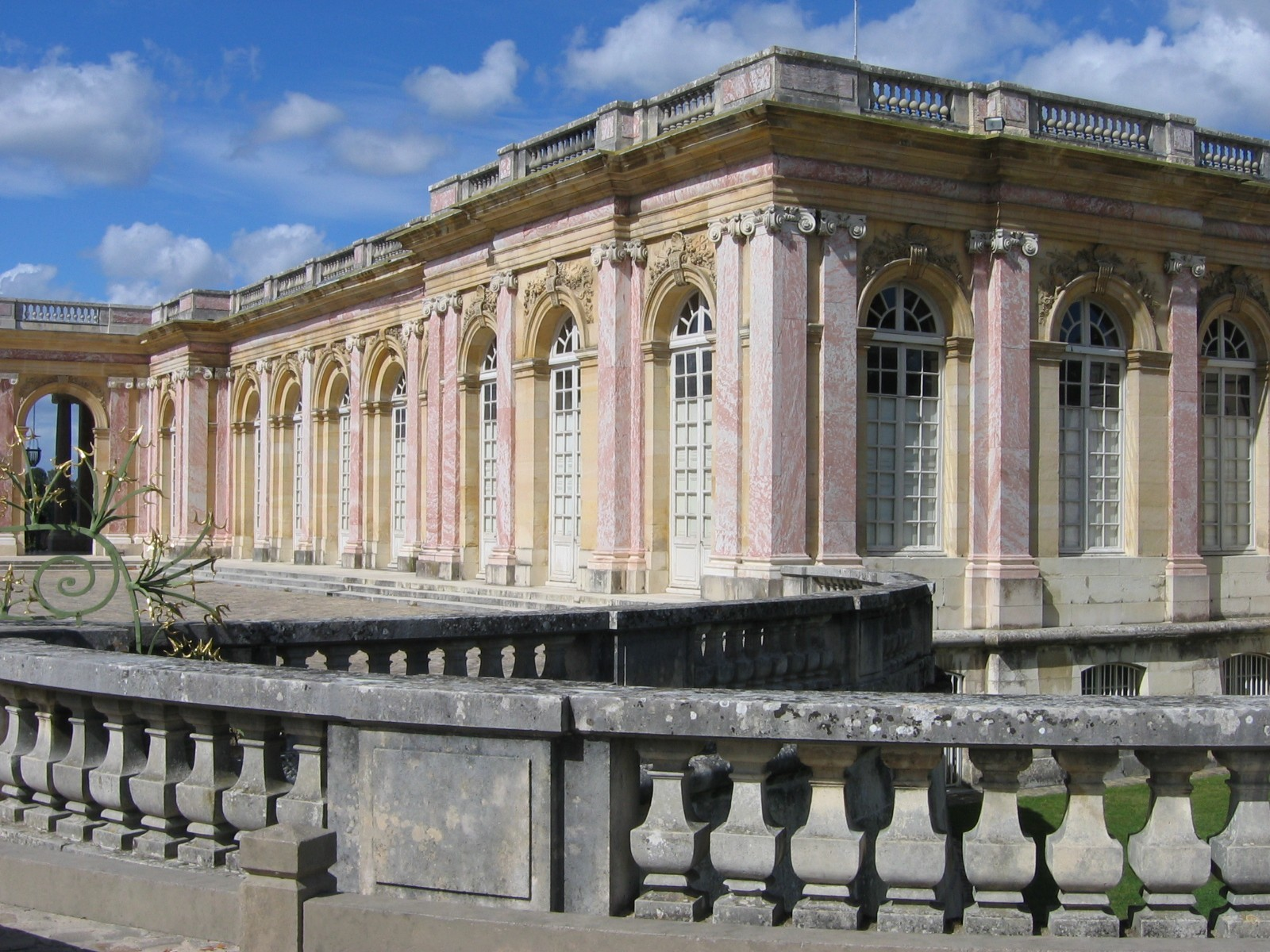
Le Grand Trianon côté cour - Jules Hardouin-Mansart - 1687 - Pierre de Saint-Leu - Les pilastres sont en marbre de Caunes-Minervois
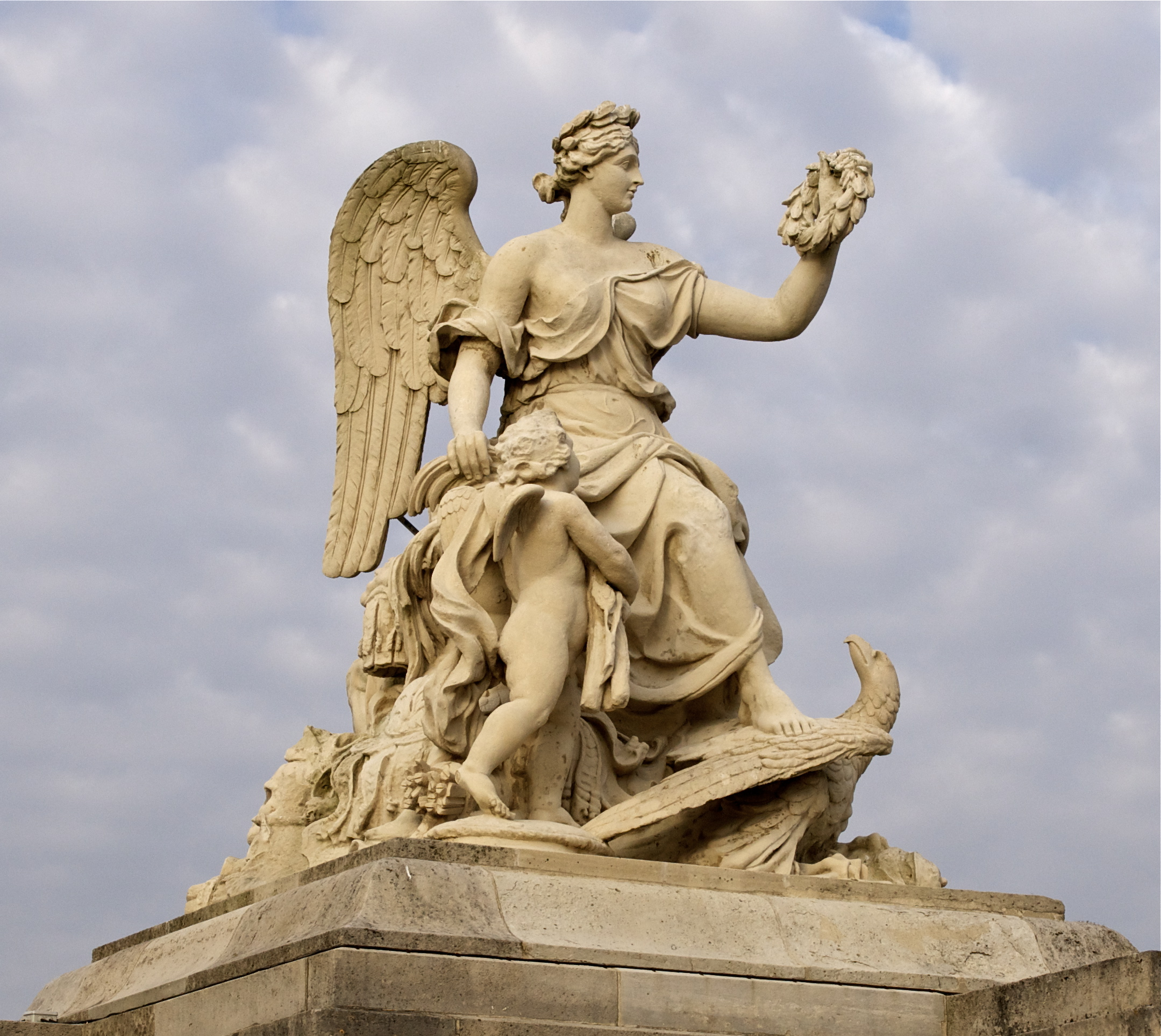
La Victoire sur l'Empire - Grille d'honneur (Versailles)
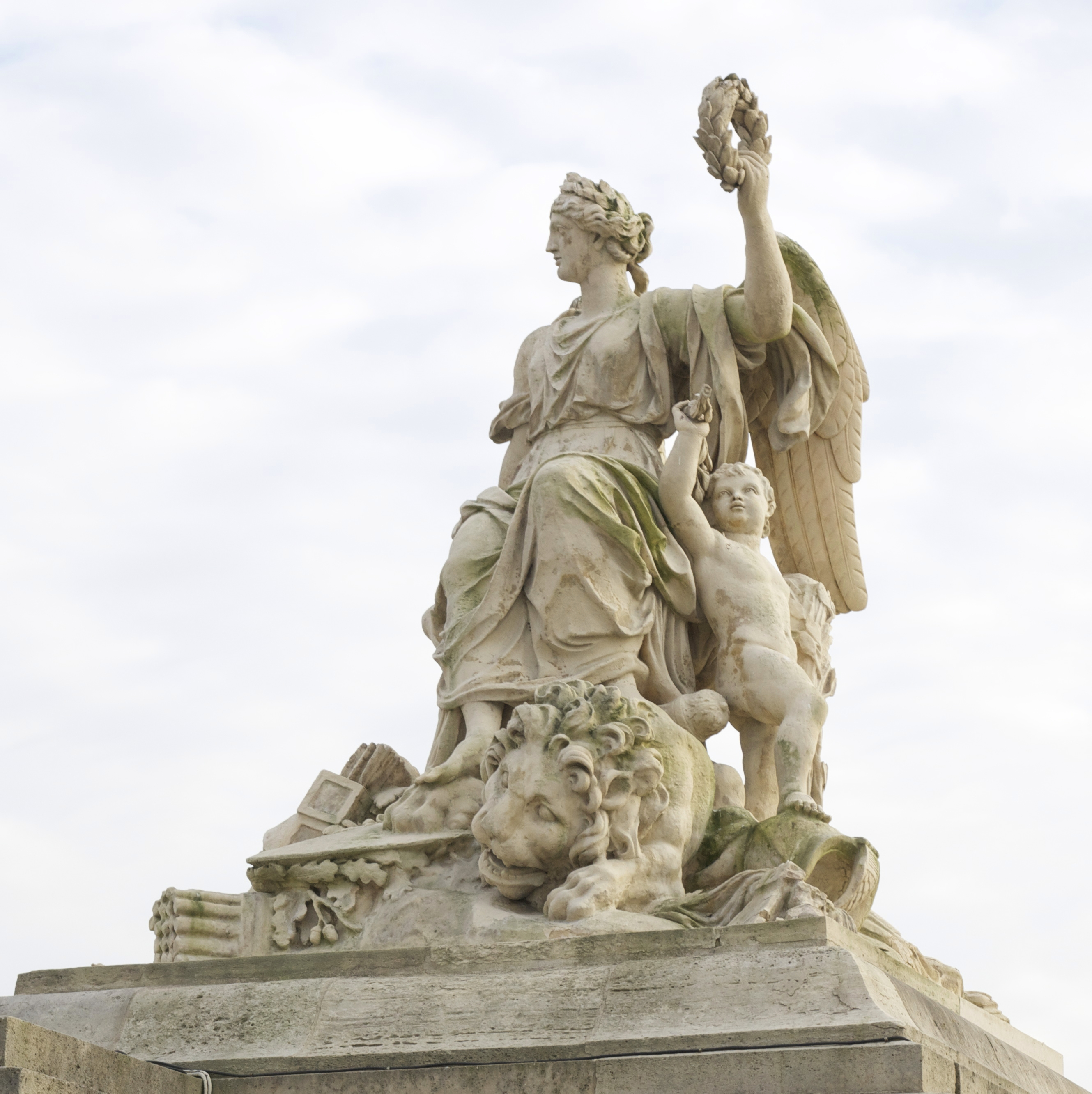
La Victoire sur l'Espagne, par François Girardon - Grille d'honneur (Versailles)
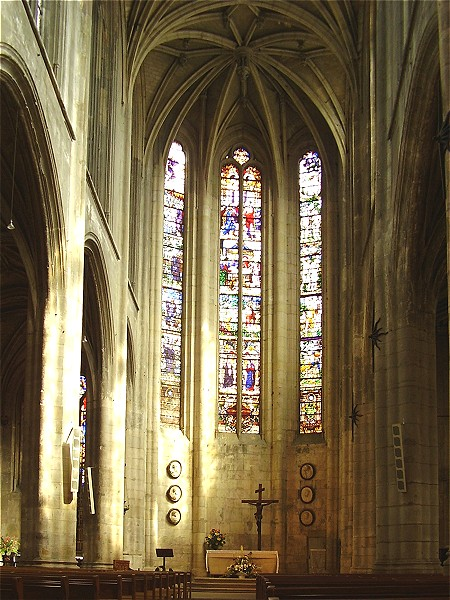
Église Saint-Aspais de Melun - Nef - 1703